# Johan Starling
Johan Starling, född på 1600-talet, död 1732, var en svensk borgmästare, riksdagsledamot och politiker.

## Biografi
Johan Starling föddes på 1600-talet. Han blev student vid Uppsala universitet 1690 och medlem i Norrlands nation. Starling arbetade som politieborgmästare i Uppsala stad och var riksdagsman för borgarståndet vid riksdagen 1710, riksdagen 1713–1714 och riksdagen 1720. Han blev 1722 justitieborgmästare i staden. Starling avled 1732.

### Familj
Starling gifte sig första gången 11 juni 1695 i Uppsala församling med Brita Berg (död 1696). Hon var dotter till borgmästaren Jakob Nilsson Berg och Birgitta Kinninmondt. Starling gifte sig andra gången med Barbara Sofia Pfeiff (1685–1772). Hon var dotter till assessor Daniel Pfeiff i Åbo hovrätt och Gertrud Helena Specht.